# 사우디아라비아의 행정 구역

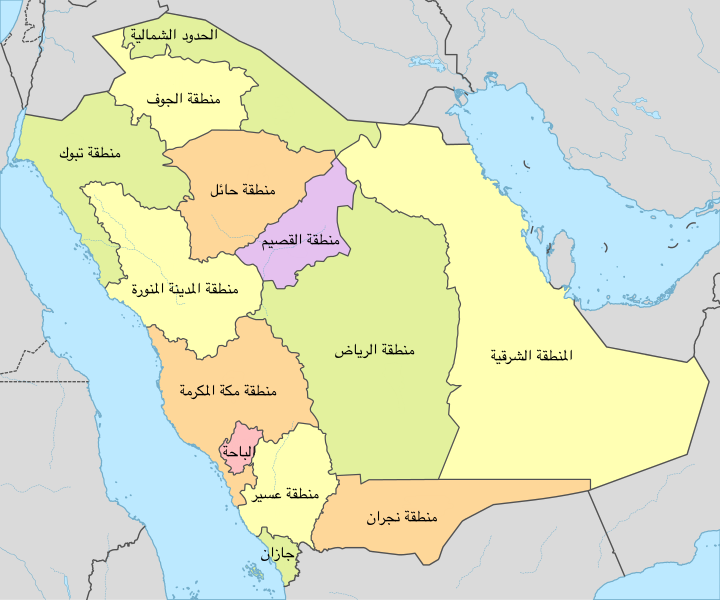

사우디아라비아의 행정 구역은 13개의 주와 이들 주에서 또 118개의 governorates로 나뉜다.